# Clarkson (Kentucky)
Clarkson es una ciudad ubicada en el condado de Grayson en el estado estadounidense de Kentucky. En el Censo de 2010 tenía una población de 875 habitantes y una densidad poblacional de 314,85 personas por km².

## Geografía
Clarkson se encuentra ubicada en las coordenadas 37°29′35″N 86°13′34″O / 37.49306, -86.22611. Según la Oficina del Censo de los Estados Unidos, Clarkson tiene una superficie total de 2.78 km², de la cual 2.75 km² corresponden a tierra firme y (1.12%) 0.03 km² es agua.

## Demografía
Según el censo de 2010, había 875 personas residiendo en Clarkson. La densidad de población era de 314,85 hab./km². De los 875 habitantes, Clarkson estaba compuesto por el 97.37% blancos, el 0.11% eran afroamericanos, el 0.57% eran amerindios, el 0% eran asiáticos, el 0% eran isleños del Pacífico, el 1.03% eran de otras razas y el 0.91% pertenecían a dos o más razas. Del total de la población el 1.71% eran hispanos o latinos de cualquier raza.